# イニゴー・ジョーンズ

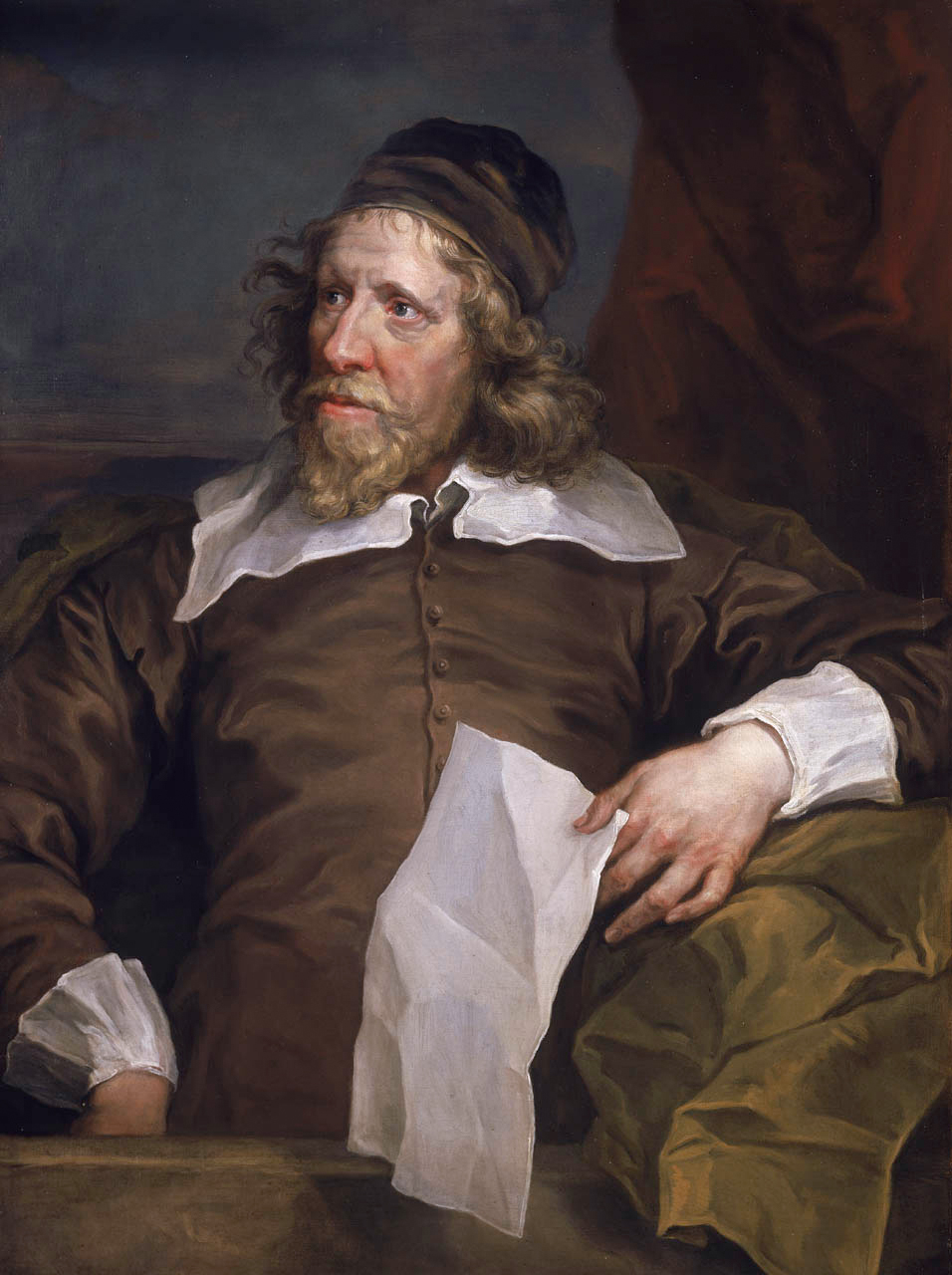
イニゴ・ジョーンズの肖像
アンソニー・ヴァン・ダイク画

イニゴ・ジョーンズ（Inigo Jones [ˈɪnɪɡoʊ], 1573年7月15日 - 1652年6月21日）は17世紀イングランドの建築家。イタリア遊学時にイタリア・ルネッサンス建築の影響を受けてこれをイングランドに伝え、ジョージ王朝期のブリテン島におけるパッラーディオ主義（またはパラディアニズム）の流行を決定づけた。イングランドにおける最初の建築家と見なされている。

## 生涯
ジョーンズはロンドンのスミスフィールド周辺においてウェールズ人の織物工の子として生まれ、セント・バーソロミュー・ザ・レス教会において洗礼を受けた。幼少期から青年期にかけてのことははっきりとしないが、16世紀から17世紀にかけてイタリアで建築学を修めたことが分かっている。1598年から1603年にかけて行われた1回目の留学はおそらく第5代ラトランド伯爵ロジャー・マナーズによって資金を提供され、画家としての教育をうけた。この遊学でアンドレーア・パッラーディオの建築に強い感銘を受け、その著作『建築四書』をイングランドに持ち帰った。
1613年から翌年までは美術品の収集家であった第21代アランデル伯爵トマス・ハワードに同行して再びイタリアを訪れた。ジョーンズの詳細なメモが記された『建築四書』が現在も残されている。ジョーンズの設計にはパッラーディオの影響が見られ、彼の著作『建築四書』および古代ローマの建築家ウィトルウィウスが書き残した『建築十書』も参考にされている。

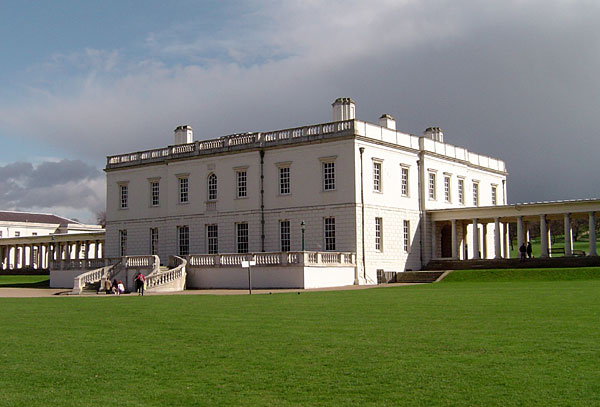
クイーンズ・ハウス

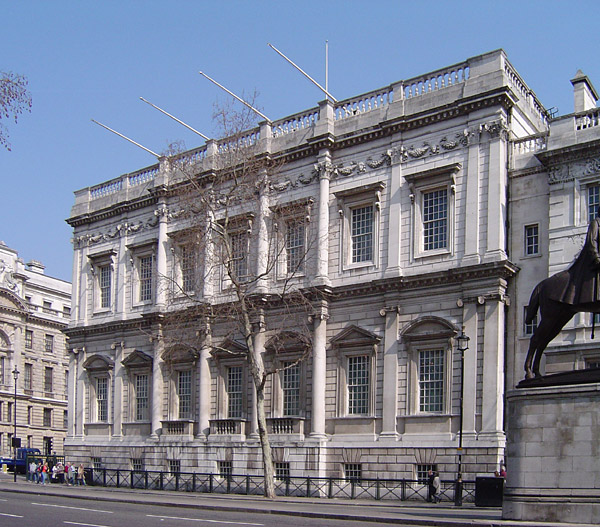
バンケティング・ハウス

帰国したジョーンズは王室営繕局長官（king's Surveyor）に任命された。この地位においてジョーンズは王室および貴族の邸宅の設計に関与した。ジョーンズの代表作はロンドン郊外のグリニッジのクイーンズ・ハウス、旧ホワイトホール宮殿のバンケティング・ハウスである。後者の天井画はピーテル・パウル・ルーベンスにより描かれている。バンケティング・ハウスは義理の甥であるジョン・ウェッブが設計に参加した。
ジョーンズはロンドンの卸売市場がおかれていた広場であるコヴェント・ガーデン・ピアッツァの設計も行っている。これは元々はイタリアの広場（ピアッツァ）に似た空間を作ってほしいとの第4代ベッドフォード伯爵フランシス・ラッセルからの注文であった。ラッセルはその後教会の建設も思い立ち、ジョーンズに対してできるだけ経済的に済ませるようにとの指示を与えた。具体的には「納屋をつくってくれ」と言ったとされるが、それに対するジョーンズの答えは、伯爵は「ヨーロッパ一の納屋」を所有することになるでしょう、というものであった。広場の西に建設されたセント・ポール教会は1798年の火災で焼失し、その後再建され現在に至っている。
彼はまた舞台美術の世界においても活躍した。ベン・ジョンソンの執筆した仮面劇の衣装をデザインした際には、演劇においては舞台美術と劇作のどちらがより重要であるかという議論が2人の間で戦わされている。プロセニアム・アーチと移動型舞台装置をイングランドの演劇に導入したのはジョーンズの業績であった。
ジョーンズはイングランド国王チャールズ1世の王妃ヘンリエッタ・マリア・オブ・フランスの依頼によりサマセット・ハウスにローマ・カトリックの教会を建設した。この教会の建設はプロテスタントの間においてチャールズに対する反感をかき立てる原因となった。1642年にイングランド内戦が開始されるとジョーンズのキャリアは事実上終焉した。財産を没収されたジョーンズは余生をサマセット・ハウスの一室で生活している。1652年に死去するとその遺骸はロンドンのセント・ベネット・ポールズ・ウォーフ教会に葬られた。ジョン・デナムとクリストファー・レンがジョーンズの後継として営繕局長官に任命されている。
営繕局長官としての権限を利用して、ジョーンズはストーンヘンジの調査を行っている。ストーンヘンジの建設者や建設方法に関する謎に対して彼が下した結論は現在は顧みられていないが、これは記録に残されている初めての科学的調査であった。
18世紀の建築家であるリチャード・ボイルやウィリアム・ケントの作品にはジョーンズの強い影響が伺われる。

## 関与した建築物
- クイーンズ・ハウス　ジェームズ1世の妃であるアン・オブ・デンマークの為に建造、その死によって中断されたが、次代チャールズ1世妃ヘンリエッタ・マリア・オブ・フランスの為に工事が再開された
- プリシンズ・ロッジングズ　ニューマーケット
- バンケティング・ハウス　ホワイトホール宮殿
- クイーンズ・チャペル　セント・ジェームズ宮殿　アン・オブ・デンマークの為に建造
- ストーク・ブルーアン・パーク
- ウィルトン・ハウス　弟子のアイザック・ド・コーズにより設計、ジョン・ウェッブが修復
- リンゼイ・ハウス　イングランドにおける古典主義建築の代表作　ジョーンズの関与については疑問
- サマセット・ハウス